# Passionnément (film, 1932)
Pour les articles homonymes, voir Passionnément.
Pour plus de détails, voir Fiche technique et Distribution.
Passionnément est un film français réalisé par René Guissart et Louis Mercanton, sorti en 1932.

## Synopsis
Un Américain jaloux, Mr Stevenson, voyage en France avec sa très jolie jeune épouse Ketty. Il tente toutes sortes de subterfuges pour que la charmante jeune femme n'attire pas l'attention des hommes. Mais elle n'a pas échappé au regard d'un certain Robert Perceval.

## Fiche technique
- Titre : Passionnément
- Réalisation : René Guissart et Louis Mercanton
- Scénario : Jean Boyer et Albert Willemetz, d'après le roman éponyme de Maurice Hennequin
- Photographie : Harry Stradling Sr.
- Musique : André Messager
- Production : Robert T. Kane
- Société de production : Paramount Pictures
- Pays d'origine :  France
- Format : Noir et blanc - 35 mm - 1,37:1
- Genre : comédie chantée
- Durée : 80 minutes
- Date de sortie : France, 20 septembre 1932

## Distribution
- Florelle : Ketty Stevenson
- Fernand Gravey : Robert Perceval
- René Koval : Mr Stevenson
- Baron fils : Monsieur Le Barrois
- Davia : Julia
- Julien Carette : Auguste
- Danièle Brégis : Hélène Le Barrois
- André Urban : le commandant
- Jean Mercanton

## Autour du film
- Louis Mercanton, qui avait commencé le tournage du film, est mort en avril 1932 et a été remplacé par René Guissart.